# Yoshitaka Fujisaki
Yoshitaka Fujisaki (jap. 藤崎 義孝 Fujisaki Yoshitaka; ur. 16 maja 1975) – japoński piłkarz występujący na pozycji obrońcy.

## Kariera klubowa
Od 1998 do 2002 roku występował w klubie Avispa Fukuoka.